# Исторически материализъм
Исторически материализъм е теория за развитието на обществото, разработена в края на XIX век и началото на XX век от Карл Маркс, Фридрих Енгелс и Ленин. Главните постановки се състоят в следното:
- Фундаменталната основа на всяко общество е материалното производство, което определя общественото съзнание, т.е. битието определя съзнанието, а не обратното.[1].
- Историческият процес представлява последователна и закономерна смяна на обществено-икономически формации, обусловена от ръста и усъвършенстването на производителните сили.[1]

Историческият материализъм разглежда обществото като система, обусловена от нивото на развитие на производителните сили. Социалната структура на обществото се състои от базис и надстройка.
- базис – това е материалното производство, съчетаващо производителни сили и производствени отношения. Почти във всяка обществена формация се оформят две антагонистични класи – трудещите се производители и собствениците на средствата за производство.
- надстройка – това е съвкупността от политически, правни и религиозни институции, а също така всички нравствени, естетични и философски идеи, произтичащи от тях.